# McLaren MP4-18
De McLaren MP4-18 was een Formule 1-auto die McLaren zou gebruiken voor het seizoen van 2003. Na een teleurstellend seizoen voor McLaren in 2002, een dominant seizoen voor grote concurrent Ferrari. Tijdens het testen crashte de wagen vaak, met bizarre oorzaken. De MP4-18 geraakte niet door de crashtesten van de FIA en er waren ook koelingsproblemen met de motor.
McLaren besloot om voor de eerste aantal racen een aangepaste McLaren MP4-17 te gebruiken en de McLaren MP4-18 daarna te gaan gebruiken, maar na zeer sterke resultaten met de McLaren MP4-17D werd besloten de ontwikkelingen aan de McLaren MP4-18 stop te zetten en de rest van het seizoen de McLaren MP4-17D te gebruiken. Met deze wagen behaalde Kimi Räikkönen de tweede plaats, 2 punten achter wereldkampioen Michael Schumacher.
De McLaren MP4-18 werd voor 2004 verder ontwikkeld tot de McLaren MP4-19.